# 平成駅
平成駅（へいせいえき）は、熊本県熊本市中央区平成二丁目にある、九州旅客鉄道（JR九州）豊肥本線の駅である。

## 歴史
- 1992年（平成4年）7月15日：開業[3]。
- 1999年（平成11年）10月1日：豊肥本線の電化に伴い交換設備を増設。
- 2006年（平成18年）3月18日：有人化。
- 2012年（平成24年）12月1日：交通系ICカードSUGOCA導入[4]。
- 2023年（令和5年）10月1日：JR九州サービスサポートによる業務委託駅から[5]九州旅客鉄道本体による直営駅へと変更される[6]。

## 駅構造
相対式ホーム2面2線を有する地上駅。互いのホームは跨線橋で連絡している。開業当初は単式ホーム1面1線のみを有し列車交換が不可能だったが豊肥本線電化に伴い1999年（平成11年）に列車交換設備が増設された。開業当初は無人駅で駅舎も存在しなかったが、後に簡易駅舎が設置された。
当駅は陸橋下の踏切跡地に建設されたため、駅施設は道路の下にある。駅舎は南側にあるが、陸橋から駅前に降りる階段が設けられていることや、すぐ西側に踏切があることから、北側からも容易に利用できる。
開業以来無人駅であったが、2006年（平成18年）より有人駅となった。2023年（令和5年）9月まではJR九州サービスサポートが駅業務を受託する業務委託駅であった。同年10月より直営化した。きっぷうりばが設置されている。

### のりば
| のりば | 路線      | 方向 | 行先               | 備考                       |
| ------ | --------- | ---- | ------------------ | -------------------------- |
| 1      | ■豊肥本線 | 下り | 肥後大津・阿蘇方面 | 15時台1本のみ2番のりば発着 |
| 1・2   | ■豊肥本線 | 上り | 熊本方面           |                            |

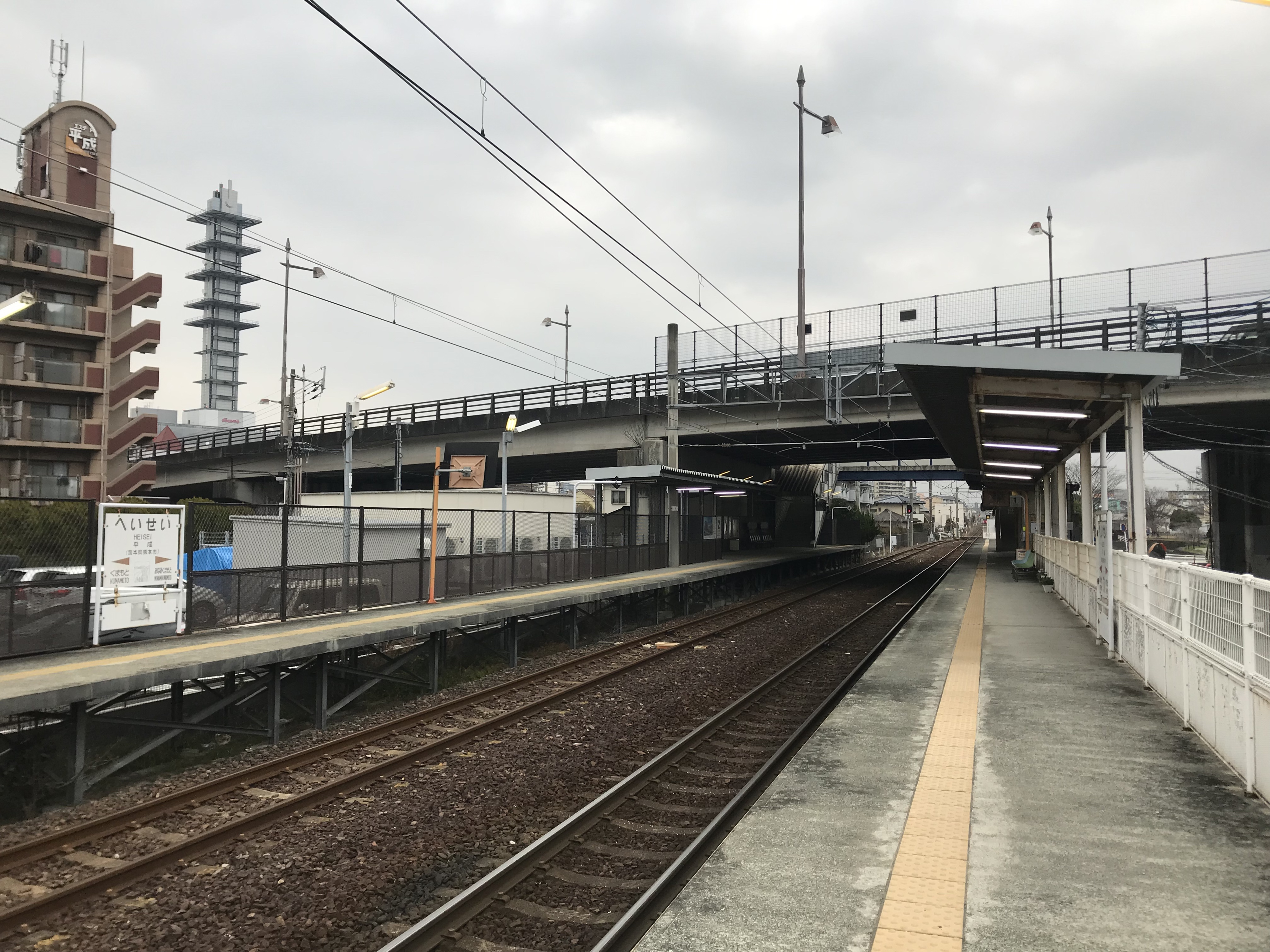
ホーム（2019年1月）
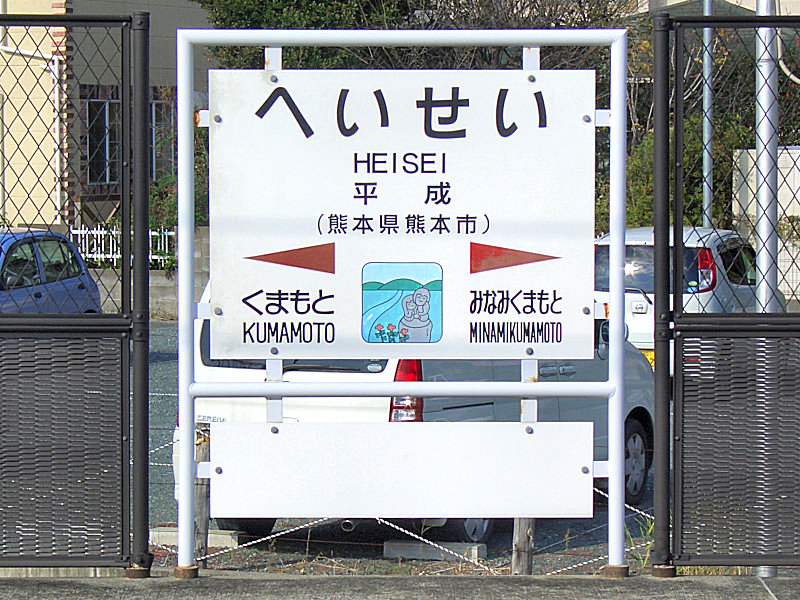
駅名標

## 利用状況
2023年（令和5年）年度の1日平均乗車人員は1,226人である。
各年度の1日平均乗車人員は下表の通り。2016年度までについては、各年度総計のデータから該当年度の日数を除算し、小数点以下を四捨五入したもの。
| 年度   | 1日平均 乗車人員 | 出典        |
| ------ | ---------------- | ----------- |
| 2004年 | 537              | [ 利用 2 ]  |
| 2005年 | 547              | [ 利用 3 ]  |
| 2006年 | 585              | [ 利用 4 ]  |
| 2007年 | 592              | [ 利用 5 ]  |
| 2008年 | 640              | [ 利用 6 ]  |
| 2009年 | 635              | [ 利用 7 ]  |
| 2010年 | 659              | [ 利用 8 ]  |
| 2011年 | 730              | [ 利用 9 ]  |
| 2012年 | 751              | [ 利用 10 ] |
| 2013年 | 833              | [ 利用 11 ] |
| 2014年 | 878              | [ 利用 12 ] |
| 2015年 | 1,014            | [ 利用 13 ] |
| 2016年 | 1,030            | [ 利用 14 ] |
| 2017年 | 1,074            | [ 利用 15 ] |
| 2018年 | 1,154            | [ 利用 16 ] |
| 2019年 | 1,199            | [ 利用 17 ] |
| 2020年 | 905              | [ 利用 18 ] |
| 2021年 | 998              | [ 利用 19 ] |
| 2022年 | 1,100            | [ 利用 20 ] |
| 2023年 | 1,226            | [ 利用 1 ]  |

## 駅周辺
- 天明新川
- 別所琴平神社
- 平成中央公園
- 熊本南警察署
- 熊本平成郵便局
- 流通団地
- 熊本日日新聞本社
- 熊本市立江原中学校
- ホームセンターダイキ本山店
- イエローハット熊本本山店
- サンリブシティくまなん
  - エディオンくまなん店

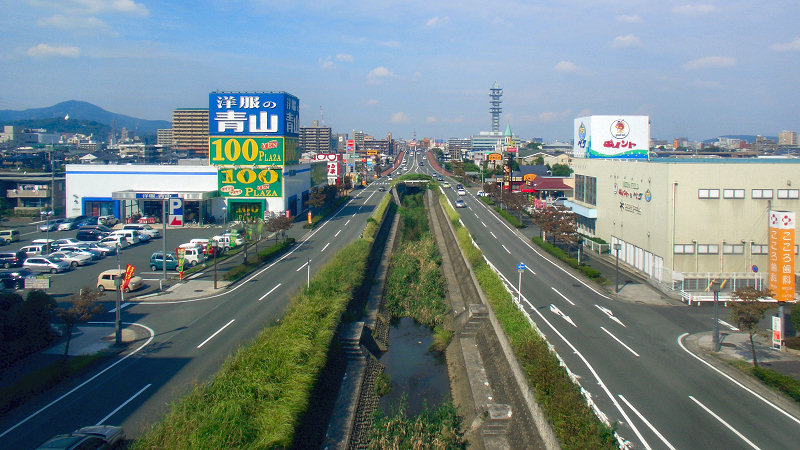
周辺（駅南側）

  - フィットネスクラブレフコ（サンリブシティくまなん店）
- マクドナルド平成大通り店
- ポイント&ペグ熊本流通団地店
- カメラのキタムラくまなん店
- 熊本市立平成さくら支援学校[8]
- 湯らっくす

## その他

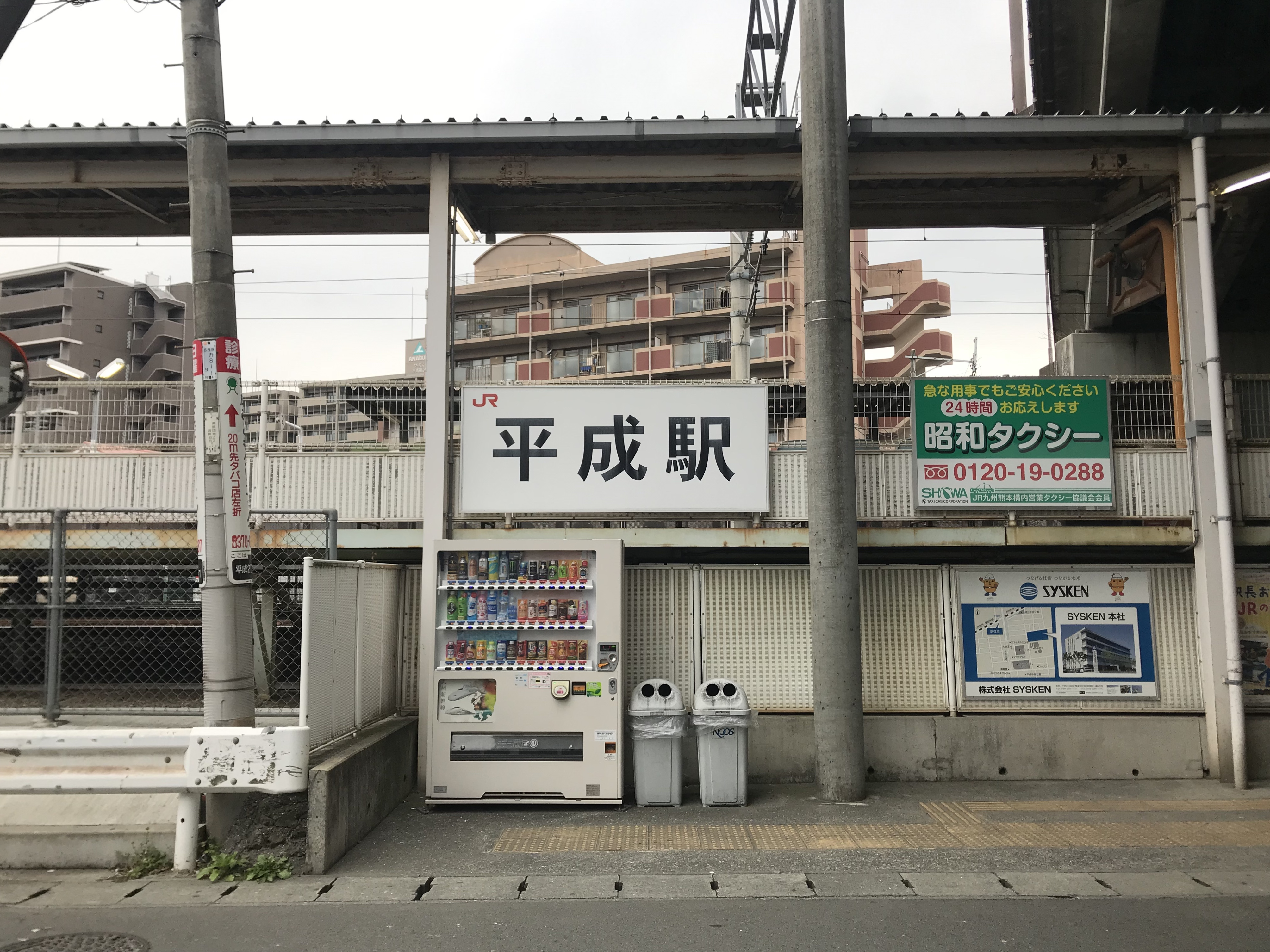
駅名標と昭和タクシーの看板と大正製薬のリポビタンDが設置されている自販機

駅名の由来である所在地の平成は、元号の「平成」に由来する。20世紀以降の元号と同名が入る駅名としては当駅の他に昭和駅（神奈川県）、大正駅（大阪府・長崎県）、令和コスタ行橋駅（福岡県）がある。

## 隣の駅
九州旅客鉄道（JR九州）
■豊肥本線
■普通
南熊本駅 - 平成駅 - 熊本駅

### 本文
1. 1 2 3 4 5 6 7  『週刊 JR全駅・全車両基地』 38号 大分駅・由布院駅・田主丸駅ほか、朝日新聞出版〈週刊朝日百科〉、2013年5月12日、22頁。
2. ↑  “熊本支店内各駅”.  JR九州鉄道営業. 2016年4月12日時点のオリジナルよりアーカイブ。2016年4月20日閲覧。
3. 1 2  朝日新聞出版分冊百科編集部 編『週刊 歴史でめぐる鉄道全路線 国鉄・JR』 27号・豊肥本線／久大本線、曽根悟（監修）、朝日新聞出版〈週刊朝日百科〉、2010年1月24日、14-15頁。
4. ↑  『交通新聞』交通新聞社、2012年12月4日、1面。
5. ↑  “北九州事業所”.   JR九州サービスサポート. 2021年12月25日時点のオリジナルよりアーカイブ。2021年12月25日閲覧。
6. ↑  “鉄道駅業務”.   JR九州サービスサポート. 2023年10月2日閲覧。
7. ↑  “平成駅”.   九州旅客鉄道. 2021年12月10日閲覧。
8. ↑  市立平成さくら支援学校について（熊本市ホームページ、2017年3月26日閲覧）
9. ↑  『田川線「令和コスタ行橋駅」が開業します』（プレスリリース）平成筑豊鉄道、2019年6月28日。オリジナルの2019年6月28日時点におけるアーカイブ。2019年6月28日閲覧。

### 利用状況
1. 1 2  “駅別乗車人員上位300駅（2023年度）” (PDF).   九州旅客鉄道. 2024年8月31日時点のオリジナルよりアーカイブ。2024年10月5日閲覧。
2. ↑  「118.   Ｊ Ｒ 市 内 駅 乗 車 人 員」『熊本市統計書 平成１６年度版』熊本市総務局情報企画部統計課、2005年、126頁。
3. ↑  「118.   Ｊ Ｒ 市 内 駅 乗 車 人 員」『熊本市統計書 平成１７年度版』熊本市企画財政局企画広報部統計課、2006年。
4. ↑  「１１６.   Ｊ Ｒ 市 内 駅 乗 車 人 員員」『熊本市統計書 平成１８年度版』熊本市企画財政局企画広報部統計課、2007年3月。
5. ↑  「１１６.   Ｊ Ｒ 市 内 駅 乗 車 人 員」『熊本市統計書 平成１９年度版』熊本市企画財政局企画広報部統計課、2008年3月。
6. ↑  「１１-１　ＪＲ市内駅乗車人員」『熊本市統計書 平成２０年度版』熊本市企画財政局企画情報部統計課、2009年3月。
7. ↑  「１１-１　ＪＲ市内駅乗車人員」『熊本市統計書 平成２１年度版』熊本市企画財政局企画情報部統計課、2010年3月。
8. ↑  「11-1　ＪＲ市内駅乗車人員」『熊本市統計書 平成２２年度版』熊本市企画財政局企画情報部統計課、2011年3月。
9. ↑  「11-1　ＪＲ市内駅乗車人員」『熊本市統計書 平成２３年度版』熊本市企画財政局企画情報部統計課、2012年3月。
10. ↑  「11-1　ＪＲ市内駅乗車人員」『熊本市統計書 平成２４年度版』熊本市企画振興局統計課、2013年3月。
11. ↑  「11－１　ＪＲ市内駅乗車人員」『熊本市統計書 平成２５年度版』熊本市企画振興局統計課、2014年3月。
12. ↑  「11－１　ＪＲ市内駅乗車人員」『熊本市統計書 平成２６年度版』熊本市企画振興局統計課、2015年3月。
13. ↑  「11－１　ＪＲ市内駅乗車人員」『熊本市統計書 平成２７年度版』熊本市市民局統計課、2016年3月。
14. ↑  「11－１ ＪＲ市内駅乗車人員」『熊本市統計書 平成28年度版』（PDF）熊本市総務局総務課、2017年3月、91頁。
15. ↑  “駅別乗車人員上位300駅（2017年度）” (PDF).   九州旅客鉄道. 2019年7月6日時点のオリジナルよりアーカイブ。2024年10月5日閲覧。
16. ↑  “駅別乗車人員上位300駅（2018年度）” (PDF).   九州旅客鉄道. 2023年1月20日時点のオリジナルよりアーカイブ。2023年5月28日閲覧。
17. ↑  “駅別乗車人員上位300駅（2019年度）” (PDF).   九州旅客鉄道. 2023年4月18日時点のオリジナルよりアーカイブ。2023年5月28日閲覧。
18. ↑  “駅別乗車人員上位300駅（2020年度）” (PDF).   九州旅客鉄道. 2023年4月18日時点のオリジナルよりアーカイブ。2021年9月16日閲覧。
19. ↑  “駅別乗車人員上位300駅（2021年度）” (PDF).   九州旅客鉄道. 2023年5月16日時点のオリジナルよりアーカイブ。2023年5月28日閲覧。
20. ↑  “駅別乗車人員上位300駅（2022年度）” (PDF).   九州旅客鉄道. 2024年5月27日時点のオリジナルよりアーカイブ。2024年9月2日閲覧。